# Hesionidae

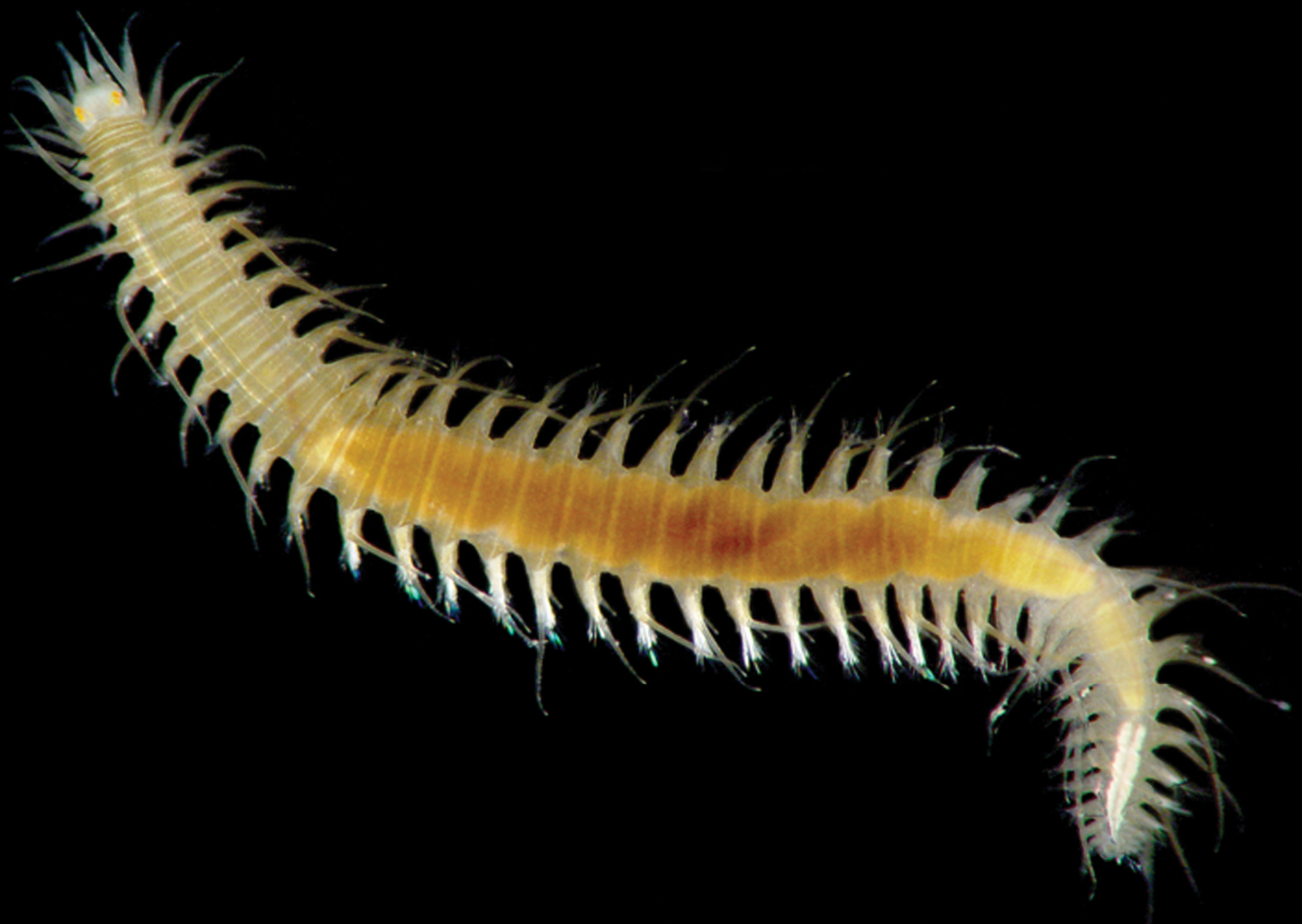
Oxydromus pugettensis

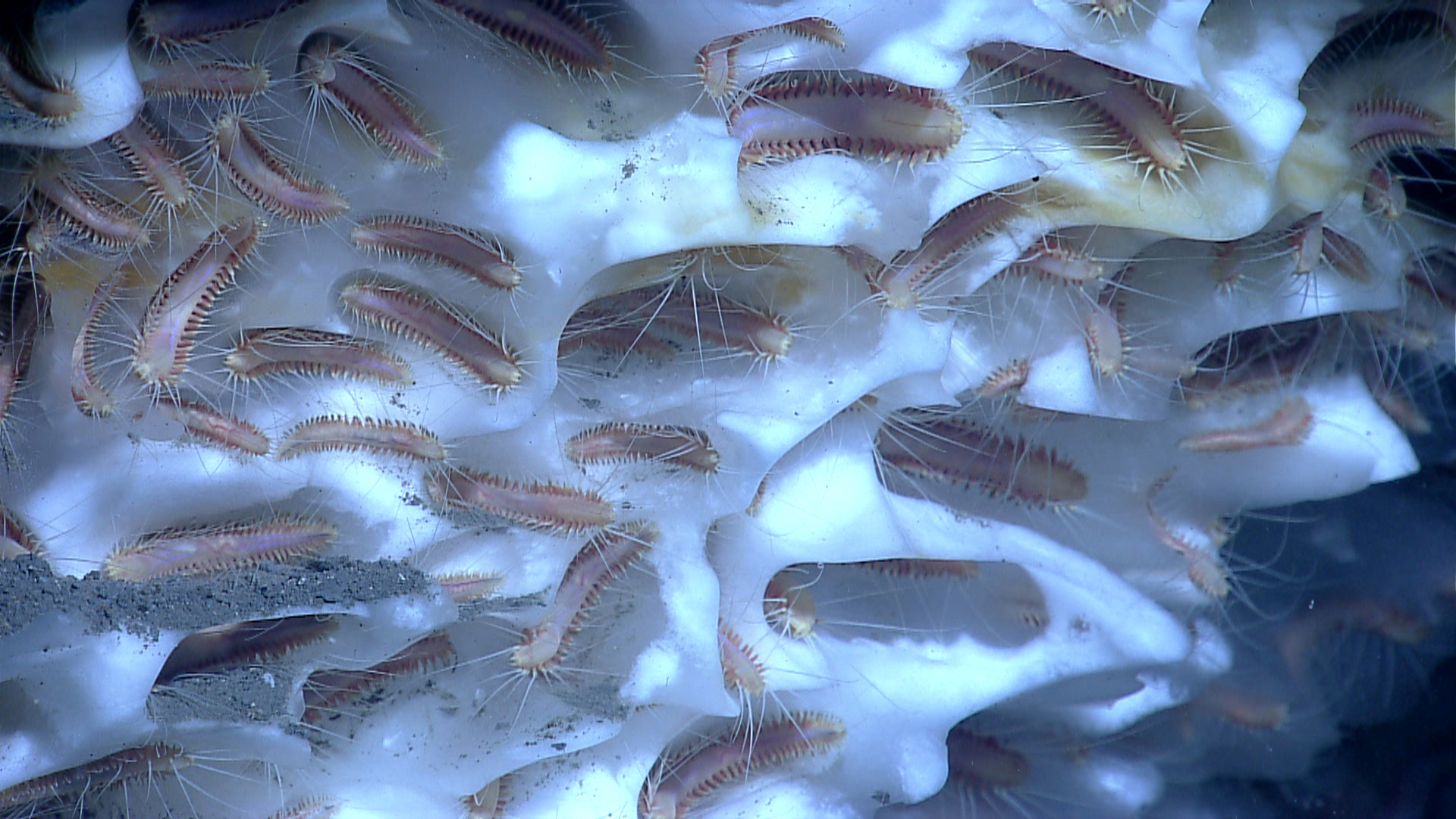
Колония Sirsoe methanicola (Hesiocaeca methanicola)

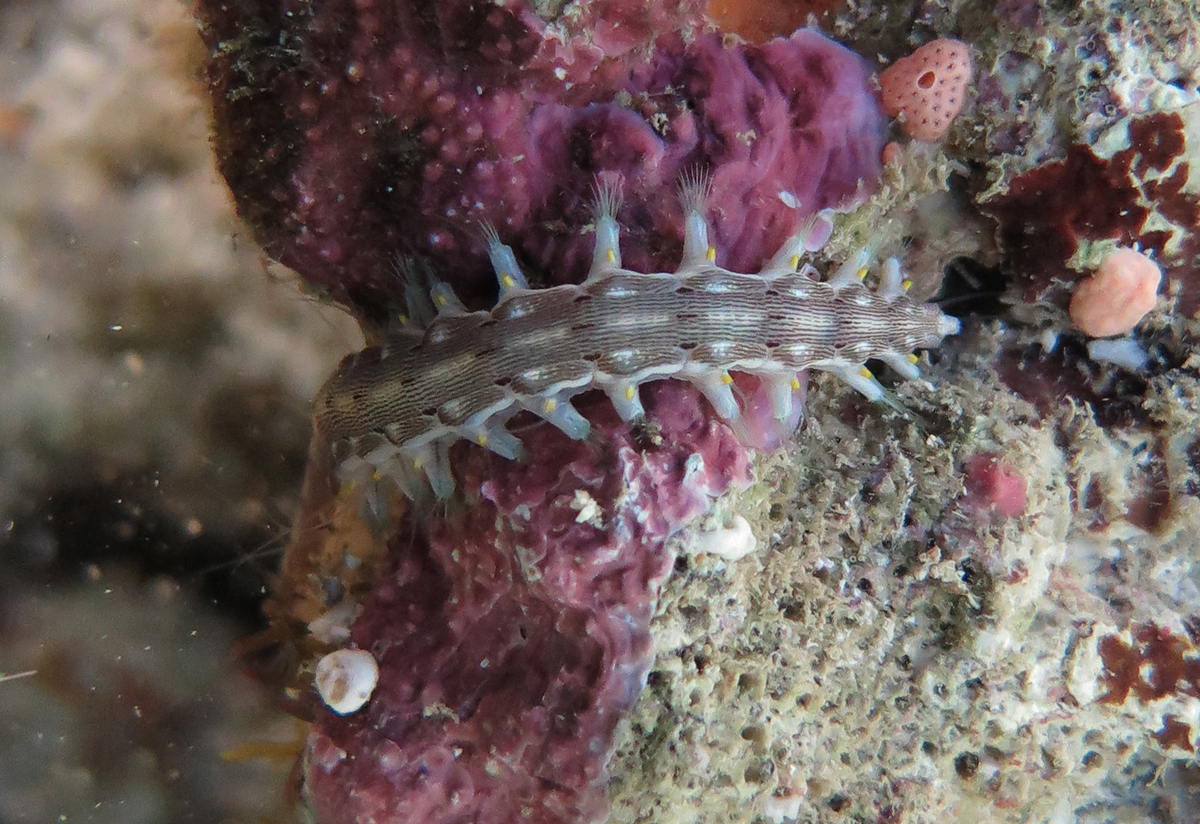
Hesione sp.

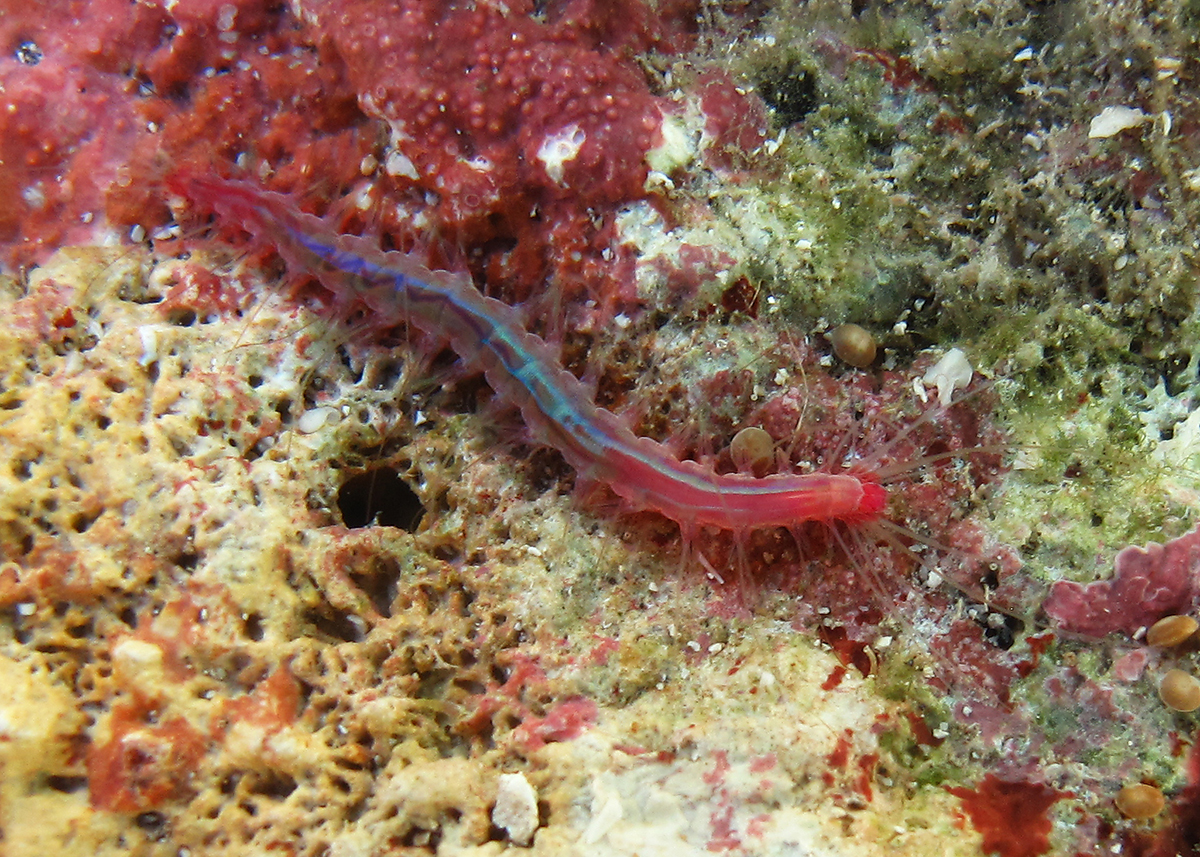
Leocrates

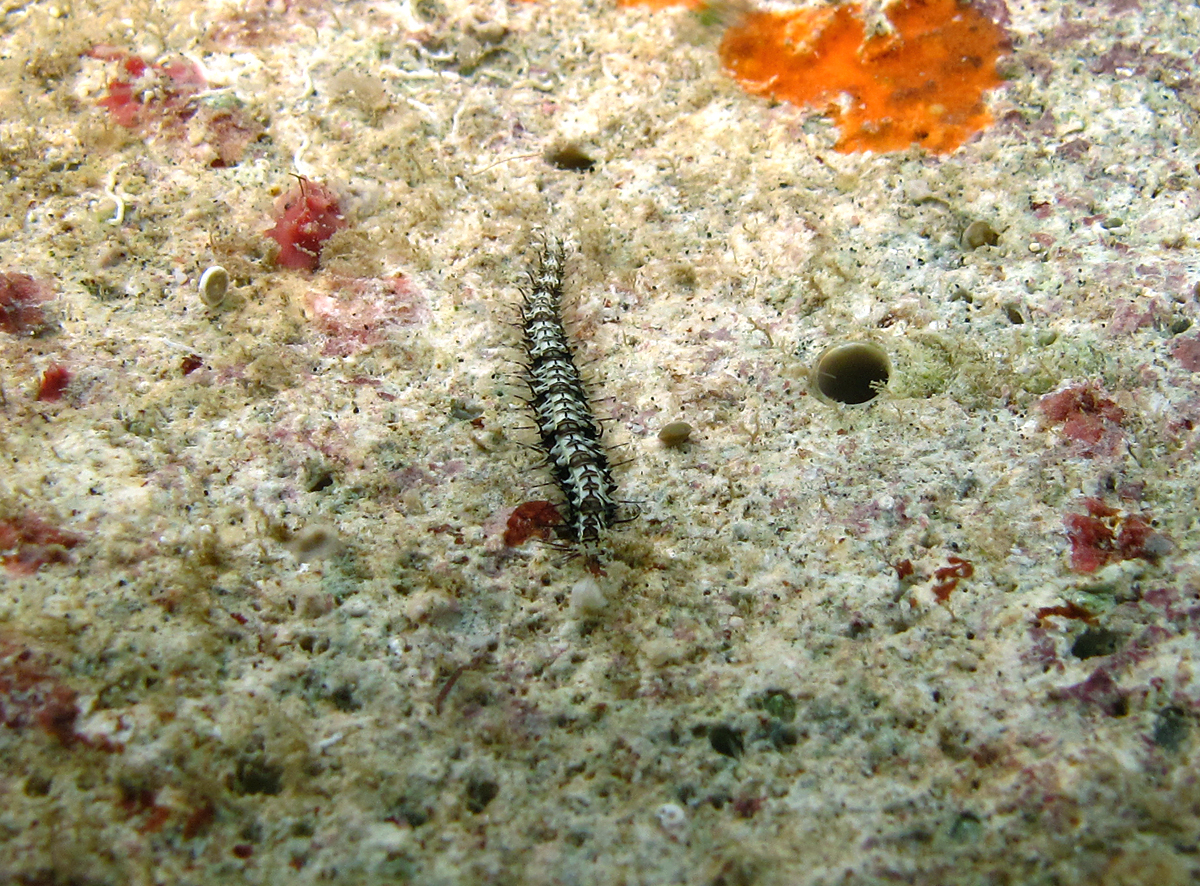
Hesionidae

Hesionidae (лат.) — семейство кольчатых червей отряда Phyllodocida из подкласса Errantia класса многощетинковых.

## Описание
Морские придонные многощетинковые черви. Размеры варьируются до 55 мм и 80 сегментов у крупных видов. Гесиониды — бентосные полихеты, которые обычно имеют длинные щупальцевые и спинные цирри. Простомиум отчётливо выражен и обычно имеет одну пару усиков, реже — две пары или ни одной; у многих видов также присутствует одна срединная антенна.
Относительно короткотелые, дорсовентрально уплощённые черви. Имеется от двух до восьми пар щупальцевых цирри. Могут присутствовать челюсти. Параподии одночленистые или двучленистые, но нотоподии всегда редуцированы по сравнению с нейроподиями. Дорсальные цирри длинные и тонкие. Нейрохеты составные; нотохеты, если присутствуют, простые.
Гесиониды — обычные животные, обитающие на твёрдых грунтах и на мелководье; в глубоких водах они встречаются реже. Они, как правило, хрупкие и легко фрагментируются при сборе. Встречаются повсеместно, от приливных местообитаний, включающих как твёрдое дно, так и мягкие отложения, до морских глубин, но они редко доминируют численно. Они не распространены в интерстициальных местах, за исключением интерстициальных форм.

## Систематика
Известно около 40 родов и более 200 видов. Семейство было впервые описано в 1850 году, а первые виды описаны в 1775 году. Гласби (1993) проанализировал взаимоотношения группы семейств, отнесённых к надсемейству Nereidoidea (Hesionidae, Nautiliniellidae, Nereididae, Pilargidae и Syllidae), и обнаружил, что Hesionidae наиболее близки к Chrysopetalidae, причём эти два семейства связаны на основании наличия цилиндрических пальп. Pleijel & Dahlgren (1998) подтвердили родственные отношения между Hesionidae и Chrysopetalidae, а также нашли поддержку для включения Hesionidae в Chrysopetalidae. Более инклюзивный филогенетический анализ Rouse & Fauchald (1997) показал, что гесиониды являются сестринской группой для Nereididae и других филлодоциформных семейств.
- Подсемейство Hesioninae Grube, 1850
  - Dalhousia McIntosh, 1885
  - Dalhousiella McIntosh, 1901
  - Hesione Lamarck, 1818
  - Lamprophaes Grube, 1867
  - Leocrates Kinberg, 1866
  - Leocratides Ehlers, 1908
  - Lizardia Pleijel & Rouse, 2005
  - Paradalhousia  Salazar-Vallejo, 2020[7]
  - Paralamprophaea  Salazar-Vallejo, 2020[7]
  - Paraleocrates  Salazar-Vallejo, 2020[7]
  - Pleijelius Salazar-Vallejo & Orensanz, 2006
- Подсемейство Ophiodrominae Pleijel, 1998
  - Amphiduropsis Pleijel, 2001
  - Amphiduros Hartman, 1959
  - Neogyptis Pleijel, Rouse, Sundkvist & Nygren, 2012[8]
  - Parahesione Pettibone, 1956
  - Gyptis Marion, 1874
  - Hesiobranchia Ruta & Pleijel, 2006
  - Hesiodeira Blake & Hilbig, 1990
  - Hesiolyra Blake, 1985
  - Heteropodarke Hartmann-Schröder, 1962
  - Mahesia Westheide, 2000
  - Oxydromus Grube, 1855
  - Podarkeopsis Laubier, 1961
  - Sinohesione Westheide, Purschke & Mangerich, 1994
- Подсемейство Psamathinae Pleijel, 1998
  - Bonuania Pillai, 1965
  - Hesiocaeca Hartman, 1965
  - Hesiospina Imajima & Hartman, 1964
  - Micropodarke Okuda, 1938
  - Nereimyra Blainville, 1828
  - Psamathe Johnston, 1836
  - Sirsoe Pleijel, 1998[9][10][11][12][13]
  - Syllidia Quatrefages, 1865
  - Vrijenhoekia Pleijel, Rouse, Ruta, Wiklund & Nygren, 2008
- без указания подсемейств
  - Elisesione Salazar-Vallejo, 2016[14]
  - Hesionella Hartman, 1939
  - Hesionides Friedrich, 1937
  - Ichthyohesione Uchida in Uchida, Lopéz & Sato, 2019[15]
  - Microphthalmus Mecznikow, 1865
  - Parahesiocaeca Uchida in Uchida, Lopéz & Sato, 2019[15]
  - Struwela Hartmann-Schröder, 1959
  - Synsyllidea Uchida in Uchida, Lopéz & Sato, 2019[15]